# Villa I Lami
La Villa I Lami si trova in via di Marciola 56, sulla collina del versante della Pesa, presso Scandicci.

## Storia
La villa fu commissionata dalla famiglia Galli (poi Galli-Tassi), che è rimasta proprietaria dell'edificio nonostante l'estinzione del ramo principale della famiglia (1863) e il frazionamento della proprietà tra i vari membri del ramo secondario.

## Descrizione
L'edificio, separato dalla strada di Marciola da un prato e da un basso muro con cancellata, si presenta con una lunga e bianca facciata con le torri colombarie ai lati, sinonimo della severa semplicità tipica dell'architettura cinquecentesca fiorentina. Sulla parte sinistra dell'edificio la facciata si prolunga in corrispondenza di un corpo di fabbrica che si dispone a squadra rispetto alla facciata anteriore della villa e arriva fino alla strada, concludendosi con la cappella. La pianta della costruzione è organizzata intorno al cortile centrale dove, dal lato est, si accede alla galleria. Quest'ultima funge da collegamento al giardino esterno, ed è interamente affrescata con decorazioni del XVII secolo.
La cappella si colloca a fianco della cancellata che chiude il prato anteriore della villa. La struttura, ancora consacrata, sembra sia dedicata a Santa Rosa da Lima, almeno secondo un documento riguardante l'erezione dell'oratorio, datato 1709 e indirizzato da Michelangelo Bellonci a Lorenzo Galli.